# Erie Meyer
Erie Meyer es una tecnóloga estadounidense. Es la primera tecnóloga en la Comisión Federal de Comercio de los Estados Unidos.

## Biografía
Meyer es cofundadora del Servicio Digital de los Estados Unidos en la Casa Blanca, así como de Tech Ladymafia, y del equipo de Innovación y Tecnología en la Oficina de Protección Financiera del Consumidor de los Estados Unidos.

## Premios y reconocimientos
En 2014 apareció en la lista de Forbes '30 Under 30'. En 2018, fue destacada en la lista de  "50 mejores mujeres del mundo en Tecnología" de Forbes.

## Carrera
Meyer se graduó en la escuela de periodismo de la American University en 2006 y comenzó su carrera en prestación de servicios digitales y protección al consumidor. Después de la universidad, Meyer trabajó en la empresa estratégica digital Blue State Digital y luego hizo la transición al sector público con cargos en las administraciones de Obama y Biden.